# 1998 OR2
1998 OR2 är en jordnära asteroid i huvudbältet som upptäcktes den 24 juli 1998 av NEAT vid Haleakala-observatoriet.
Den tillhör asteroidgruppen Apollo.
Den 29 april 2020 passerade den jorden på ett avstånd av 0,042 AU.